# Neck Road
Neck Road – stacja metra nowojorskiego, na linii B i Q. Znajduje się w dzielnicy Brooklyn, w Nowym Jorku i zlokalizowana jest pomiędzy stacjami Avenue U i Sheepshead Bay. Została otwarta 23 sierpnia 1907.

## Linki zewnętrzne

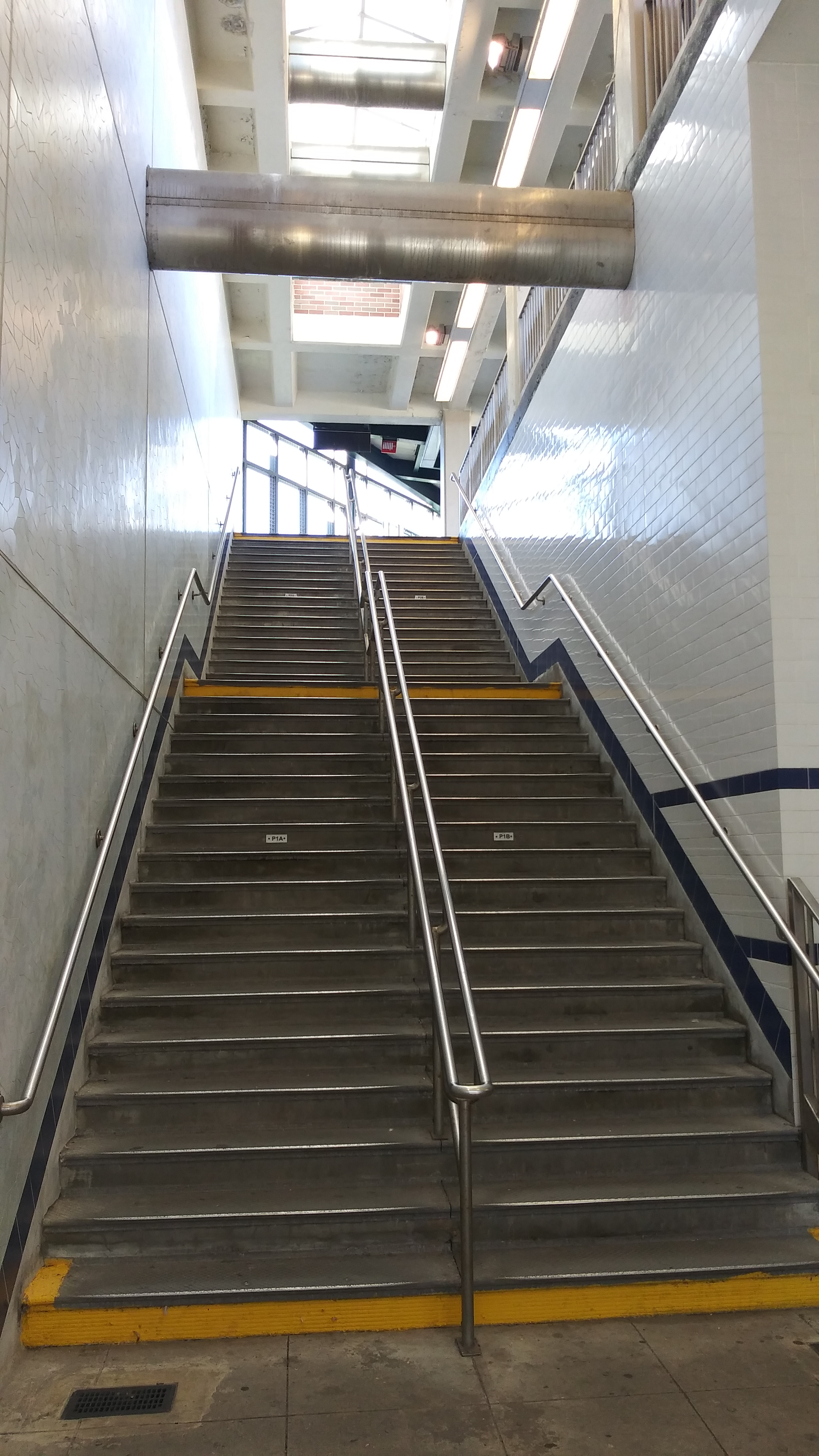
Schody prowadzące na platformę w kierunku południowym
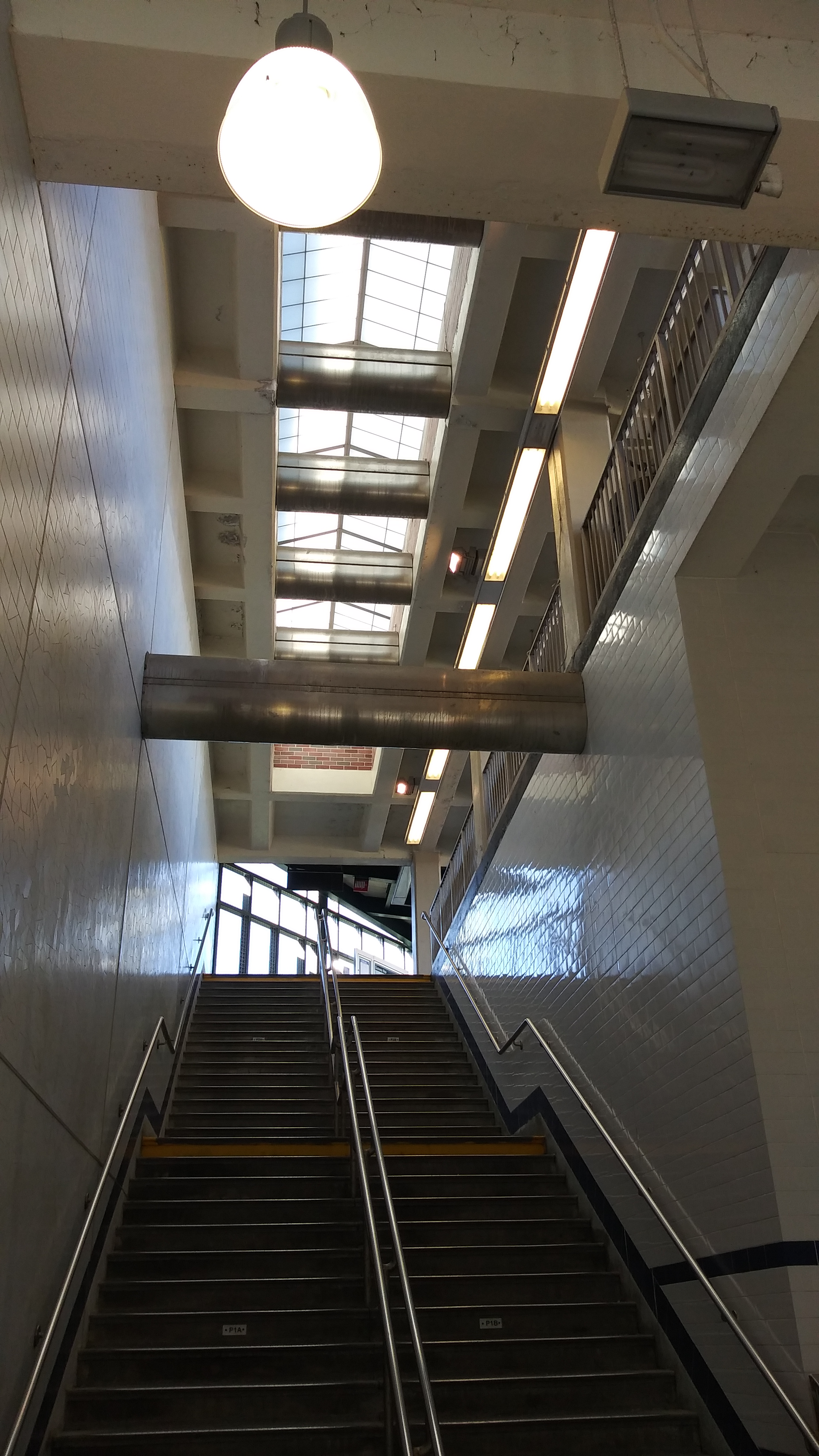
Clerestory na schodach
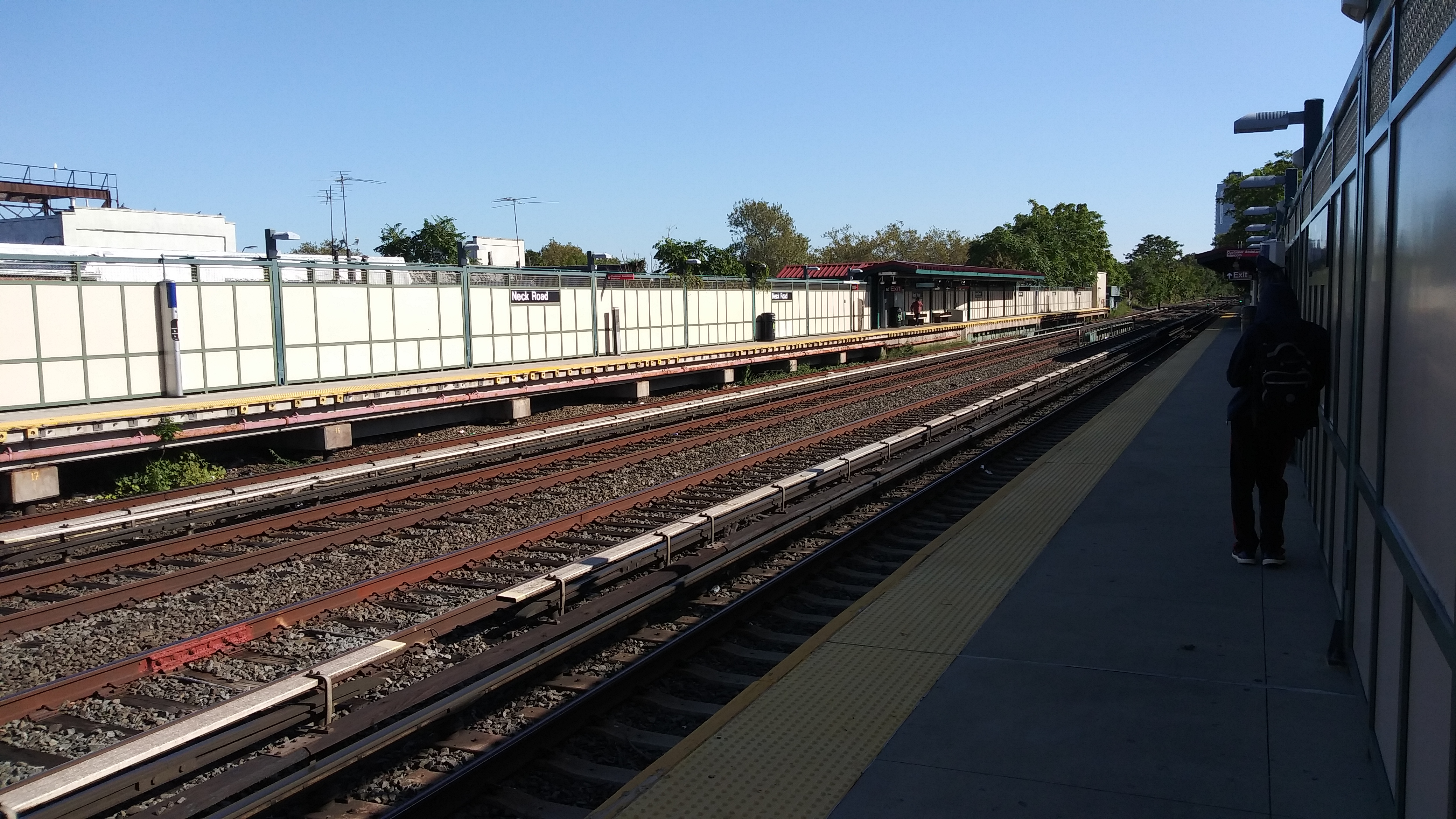
Patrząc na północ na peron
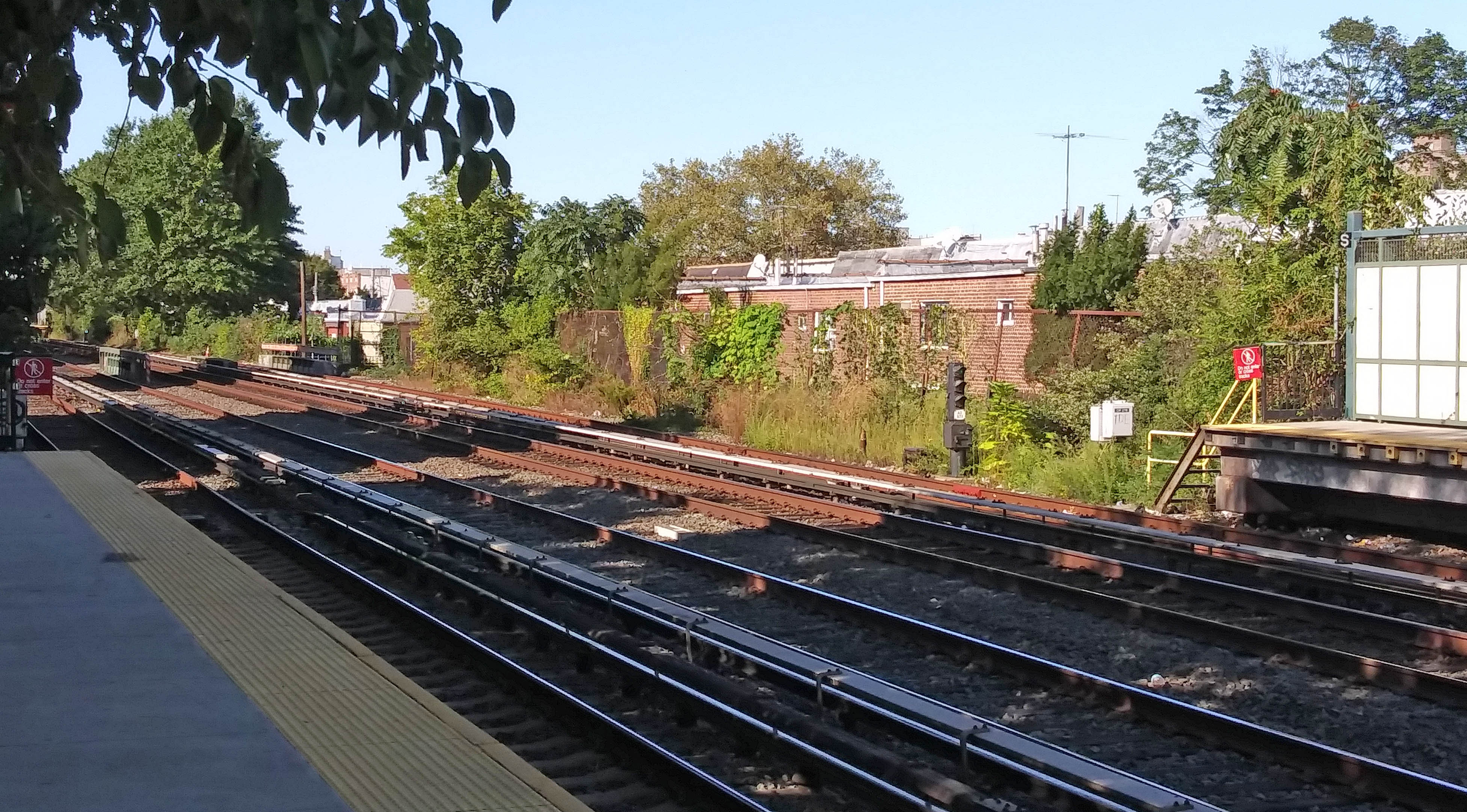
Śledź na północ od stacji
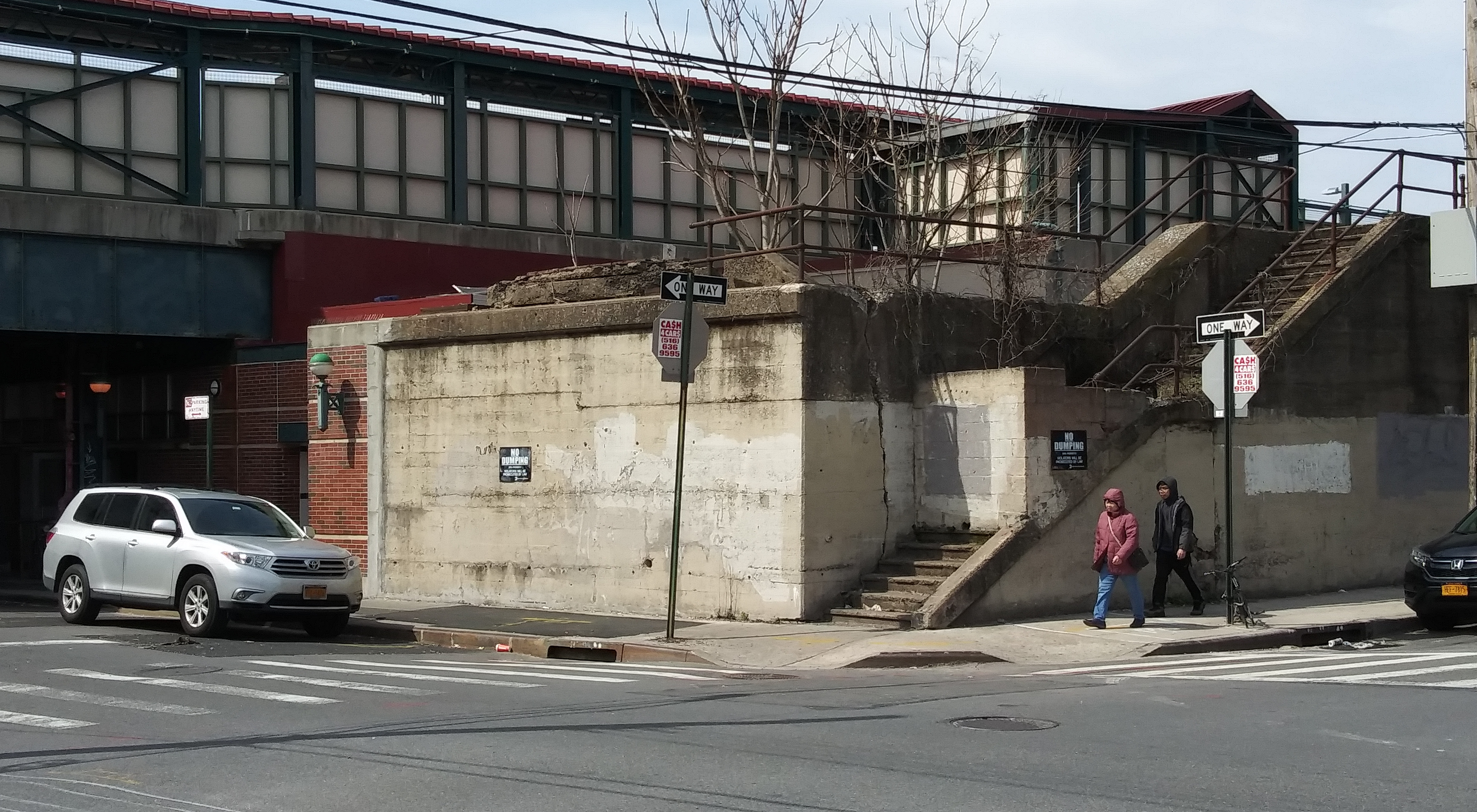
Stacja ta była używana przez nieistniejący oddział LIRR Manhattan Beach.